# L'Histoire
L'Histoire es una revista mensual de divulgación científica especializada en Historia, creada en 1978 por Michel Chodkiewicz y Michel Winock. Fue editada en sus comienzos por la Société d'éditions scientifiques y posteriormente por Sophia Publications.
La revista tiene como objetivo publicar síntesis históricas, análisis sobre el mundo actual bajo la perspectiva de la historia, y trabajos y debates en el seno de la comunidad de los historiadores.
El comité de redacción está formado por Pierre Assouline, Jacques Berlioz, Patrick Boucheron, Bruno Cabanes, Pierre Chuvin, Joël Cornette, Jean-Noël Jeanneney, Philippe Joutard, Emmanuel Laurentin, Pap Ndiaye, Séverine Nikel, Olivier Postel-Vinay, Yves Saint-Geours, Maurice Sartre, Laurent Theis, Annette Wieviorka, Olivier Wieviorka, Michel Winock, entre otros.
En el marco de una gran expansión del conocimiento histórico hacia el público, L'Histoire edita cada verano un atlas histórico, Atlas des Amériques (2012), Atlas de France (2013), Atlas des mondes Asiatiques (2014).

## Críticas
Para el historiador Gérard Noiriel, L'Histoire ha perdido su estatus de «revista de elevado nivel» y remarca que «la mayoría de los números son un informe directo de la actualidad, y la postura normativa del periodismo intelectual se ha impuesto en detrimento de la comprensión científica».
La asociación Acrimed (Action critique Médias) considera que, al igual que otros periódicos del grupo al cual pertenece, la revista mantiene un discurso liberal; según un artículo, L'Histoire tiene una clara preferencia por historiadores como François Furet y Stéphane Courtois, conocidos por sus posiciones anti-marxistas y las tesis de los historiadores marxistas, como Michel Vovelle o Albert Soboul, están muy poco representadas. Esta discriminación comportó nula mención, diálogo o debate en la revista, durante la presentación de El libro negro del comunismo en 1997, donde el mismo editor fue juez y parte, factor problemático desde el punto de vista de la investigación científica.